# Massacre de la rue Transnonain
Le Massacre de la rue Transnonain est un massacre de civils effectué par des troupes de Louis-Philippe lors d'un mouvement populaire le 14 avril 1834 à Paris. L'événement a rencontré un écho important, notamment après la parution d'une lithographie de Honoré Daumier.

## La rue Transnonain

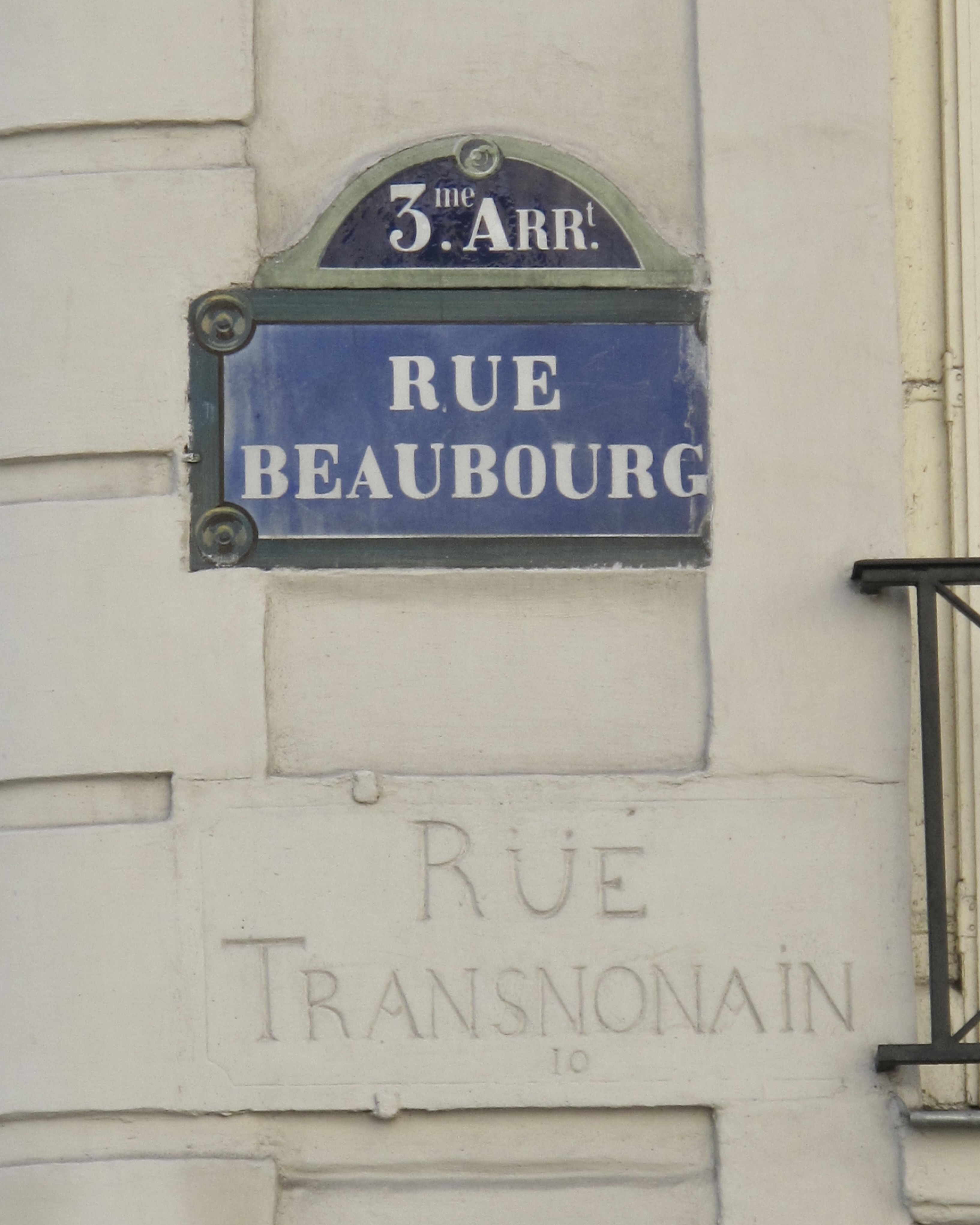
Marque et plaque actuelles à l’angle de la rue Chapon.

L’ancienne rue Transnonain, située entre la rue Michel-le-Comte et la rue au Maire, est ouverte au début du XIIIe siècle. On l'appelle successivement « rue de Châlons » ou « rue de Chalon », « rue Trousse-Nonnain », « rue Trace-Putain » puis « rue Tasse-Nonnain » et enfin « rue Transnonnain ».
La « rue Transnonain » correspond à la partie de la rue Beaubourg située entre la rue du Grenier-Saint-Lazare et la rue Michel-le-Comte au Sud, et la rue au Maire qui longeait Saint-Nicolas-des-Champs au nord. Elle appartenait pour sa partie septentrionale au quartier Sainte-Avoye (ancien 7e arrondissement) et pour sa partie méridionale au quartier Saint-Martin-des-Champs (ancien 6e arrondissement).
Elle a été absorbée par la rue Beaubourg en 1851.

## Contexte et histoire du massacre

### Un exemple de contestation sous la monarchie de Juillet
La révolution de 1830 conduisit à la continuation de la monarchie avec un nouveau roi, Louis-Philippe, et quelques aménagements constitutionnels.
Les libertés promises sont vite remises en cause par le nouveau régime et, face à l'évolution conservatrice de la monarchie de Juillet, le gouvernement doit faire face à une forte opposition républicaine, concentrée dans les centres urbains. À cette opposition s'ajoutent plusieurs émotions populaires, suscitées par des conditions de vie difficiles et les espoirs déçus de la Révolution.
Pour y faire face, le gouvernement instaura plusieurs mesures de répression, dont l'interdiction des associations politiques républicaines et une limitation de la liberté d'expression.
À Lyon, le 9 avril 1834, se déroule une manifestation organisée par la Société des droits de l'homme et le conseil exécutif des sociétés ouvrières de secours mutuel, notamment à la suite de l'appel d'Armand Carrel dans le journal Le National à « répondre à la suspension de la légalité par la suspension de l'ordre public ». Cette manifestation déboucha sur des émeutes, la seconde révolte des canuts, réprimée très durement par les gouvernements.
À Paris, 150 membres de la Société des droits de l'homme sont arrêtés préventivement. Pourtant, au soir du dimanche 13 avril, des barricades sont dressées dans les quartiers Saint-Merry et Sainte-Avoye. Sur injonction d'Adolphe Thiers, ministre de l'Intérieur, un ordre du jour brutal est donné au général Bugeaud le 13 avril : « Il faut tout tuer. Amis, pas de quartier, soyez impitoyables »,.

Le lendemain 14 avril, à 5 heures du matin, 40 000 hommes de troupes attaquent simultanément les barricades. Le général Rumigny arrive de la Bastille, les troupes de Bugeaud de l'Hôtel de ville, les gardes nationaux des Marchés, et les soldats du 35e de ligne partent de la porte Saint-Martin, sous les ordres du général Lascours. Ce régiment, socle du régime, est déjà l'auteur quatre ans plus tôt d'un massacre de huit cents civils à Blida lors de la conquête de l'Algérie. Ce sont eux qui interviennent dans la rue Transnonain.

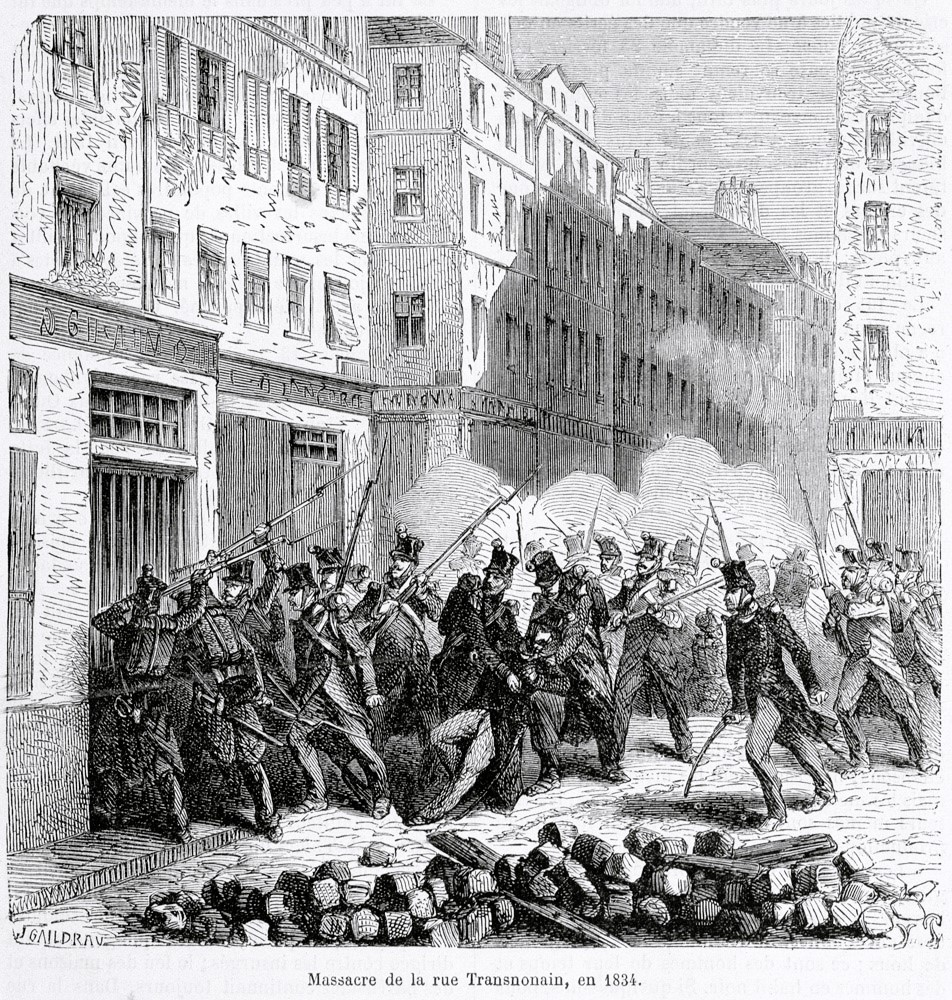
Représailles militaires dans un immeuble de la rue Transnonain le 14 avril 1834, gravure de Jules Gaildrau.

Selon la thèse officielle, un capitaine d'infanterie aurait été blessé par un coup de feu tiré depuis une fenêtre près d'une barricade dans la rue Transnonain. En représailles, douze (sur les cinquante), occupants de l'immeuble d'où le tir serait parti sont massacrés par les militaires. Les autres occupants sont également violentés, dont quatre grièvement. Aucune des victimes n'était armée.
Les douze victimes sont : Jean Breffort (58 ans, fabricant de papier peint), Annette Besson (49 ans, fabricante de papier peint), Louis Breffort (22 ans, artiste peintre), Jean-Joseph Lepère (30 ans, doreur sur papier), Pierre Robiquet (29 ans, monteur en bronze), Louis Martin Hû (46 ans, marchand de meubles), Antoine Bouton (52 ans, peintre en bâtiment), Louis Loisillon (20 ans, chapelier), Adolphe Guitard (28 ans, employé), Edme Daubigny (36 ans, peintre vitrier), Pierre Delarivière (23 ans, clerc d'avoué) et  Pierre Thierry (20 ans, bijoutier).

### Un retentissement amplifié par la diffusion de la lithographie de Daumier
En avril 1834, Honoré Daumier crée une lithographie. Il s'agit de la vingt-quatrième et dernière planche de l'Association Mensuelle. Cette lithographie est l'un des chefs-d'œuvre de Daumier, souvent tenue pour l'une des premières manifestations du réalisme. Cette gravure est l'une des œuvres majeures de l'histoire de l'estampe du XIXe siècle. Daumier démontre à la fois la puissance de son style et ses convictions politiques en dénonçant la répression policière.
Cette gravure est le constat de la mort dressé par Daumier à l'intérieur d'une chambre au lit défait, où l'homme glissant du lit a écrasé un bébé sous son poids, tandis que l'on aperçoit au premier plan de façon fragmentaire le visage d'un vieil homme, lui aussi mort.
Dans son explication, Charles Philipon laisse libre cours à l'indignation suscitée par « la boucherie de la rue Transnonain », alors que Daumier s'en tint à la « chose vue », de sorte que la planche ne puisse être saisie (mais Louis-Philippe en fait rechercher et détruire les exemplaires disponibles sur le marché) : « Cette lithographie est horrible à voir, horrible comme l'action épouvantable qu'elle retrace ». 
Face à l'absence de polémique dans la lithographie de Daumier, simple constat de la vérité, la censure ne peut rien. La planche est donc publiée et exposée chez Aubert, passage Véro-Dodat, où elle remporte un vif succès. Le gouvernement fait ensuite saisir les épreuves et la pierre. « Ce n'est point une caricature, ce n'est point une charge, c'est une page sanglante de notre histoire moderne », note Philipon dans le commentaire de la planche. Baudelaire va dans le même sens quelques années plus tard : « Ce n'est pas précisément de la caricature, c'est de l'histoire, de la terrible et triviale réalité ». De caricaturiste, Daumier se hisse au rang de peintre d'histoire en noir et blanc et devance le courant réaliste en peinture. 
Pour le dernier spectacle, dans la salle Transnonain, la toile se lève dans la rue : un drame fut improvisé par la sanglante affaire d'avril. La veille de l'insurrection, on y jouait encore des vaudevilles ; le jour même, on y répéta le bruit d'une vive fusillade. 
Il ne resta pas beaucoup de morts sur le champ de bataille de la rue Transnonain, et le cimetière Saint-Nicolas, qui n'avait été séparé de l'hôtel de Châlons que par l'une des rues latérales, n'existait plus.

### Suites judiciaires
Le 24 novembre, le rapport Girod est rendu a et concerne presque 2 000 personnes mises en cause. Le procureur du roi, Martin du Nord, poursuit 310 accusés mais la cour, le 6 février 1835, met en cause 164 prévenus dont 43 sont absents. Les condamnations sont rendues le 22 janvier 1836.
Presque tous les membres de la Société des droits de l'homme sont poursuivis pour avoir provoqué, préparé et dirigé les émeutes et les autres sont poursuivis pour participation matérielle aux événements de la rue Transnonain.

## La maison de la rue Transnonain

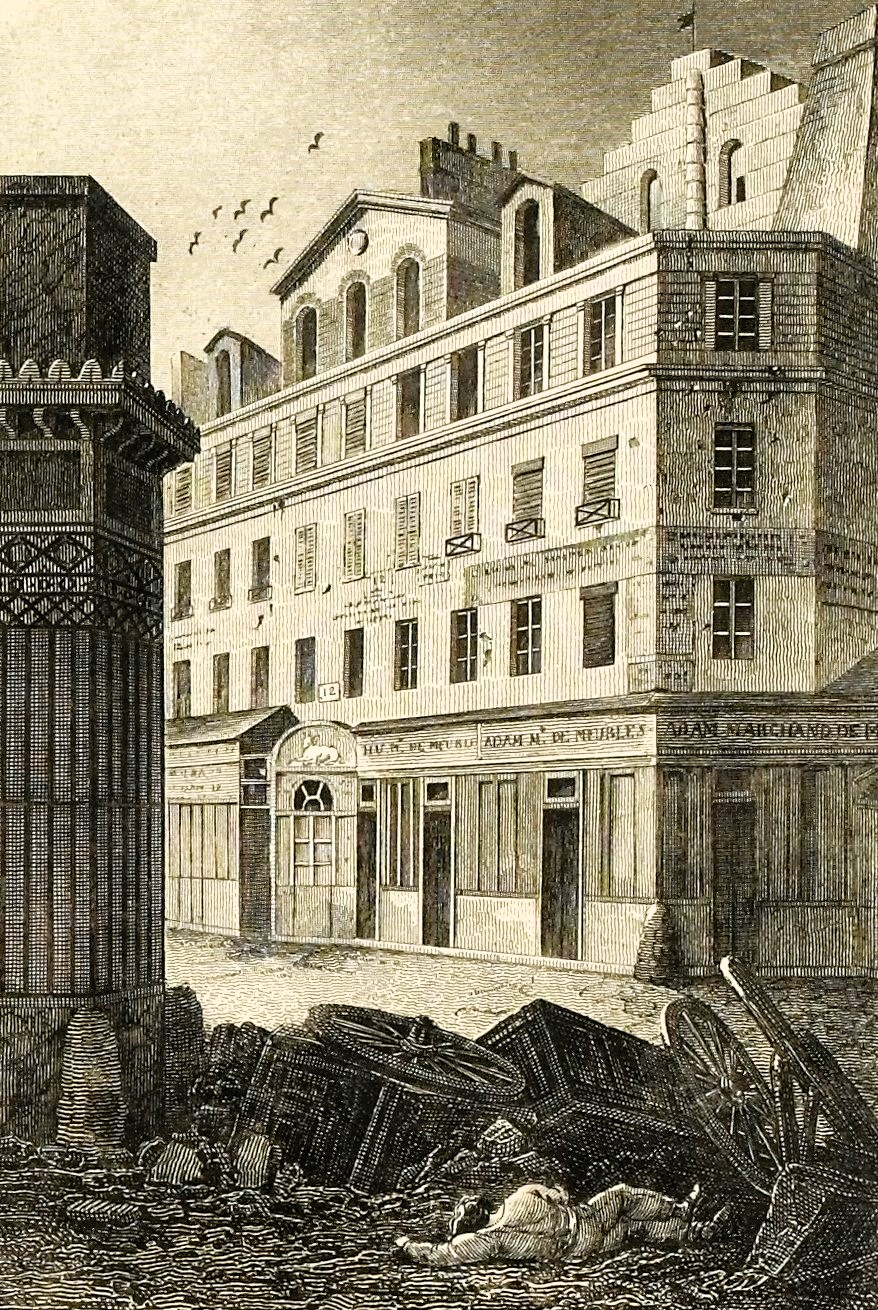
Vue de la barricade dans la rue Transnonain, avec en arrière-plan la maison du no 12 où eut lieu le massacre.

La sanglante « bavure », dénoncée par Daumier, rendit tristement célèbre la maison du no 12, rue Transnonain pendant les émeutes d'avril 1834.
Pour le procès de l'année suivante, des relevés précis sont effectués pour permettre à la cour des Pairs de localiser les faits relatés par les nombreuses dépositions.
Construite en 1796 à l'angle de la rue Transnonain et de la rue de Montmorency, cette maison occupe une parcelle où subsistaient les vestiges du couvent des Carmélites : c'est là un de ces espaces parisiens livrés à la spéculation par suite de la vente des biens du clergé à partir de 1793. On estime qu'ils représentaient quatre cents des trois mille trois cent soixante-dix hectares que comptait alors la ville. Les deux propriétaires de l'immeuble n'habitent pas la maison. Mais il n'y a pas moins de trente-quatre locataires dont cinq enfants.
Au début du règne de Louis-Philippe, la population du centre de Paris est en plein accroissement. Tous les espaces sont habités y compris les mansardes.
Dans cette maison, trente « actifs » exercent, pour la plupart sur place, des métiers très divers et se répartissent dans les étages en fonction de leur fortune :
- au rez-de-chaussée, les boutiquiers ou artisans ;
- au premier et au deuxième étage, des artisans plus cossus ou des petites entreprises ;
- aux étages supérieurs, des employés, ouvriers, apprentis et journaliers sont bijoutier, chapelier, doreur sur papier, gainier, monteur sur bronze, peintre en bâtiment, tailleur de pierre, couturière, artiste peintre, peintre vitrier, polisseuse en pendules ou ravaudeuse.

Cet immeuble est représentatif de la densité et de la diversité des activités dans le centre de Paris à l’époque de la monarchie de juillet. 
L’activité artisanale, le commerce et l’habitat s’y côtoient. Artisans, ouvriers et même le fabricant de papier peint Breffort, habitent des pièces adjacentes à leur atelier, comptoir ou entreprise. Et, sur place encore, le théâtre propose deux ou trois spectacles par semaine !
Les dépositions renseignent avec précision sur les modes de vie et les mentalités des habitants qui, malgré des différences de fortune, semblent avoir appartenu à des milieux relativement homogènes. Ils s’étaient presque tous réfugiés dans deux ou trois logements sur l’arrière pour éviter les balles perdues du côté de la rue, quand la troupe a chargé à l’intérieur de la maison.
Cette convivialité entre les habitants pourrait expliquer le fait que toutes les familles endeuillées par la tuerie ont continué à habiter ensemble sous ce toit, après le drame.

## Monument pour les militaires morts en réprimant l'insurrection
Le 21 avril 1834, sur la proposition du Préfet de la Seine Claude-Philibert Barthelot de Rambuteau, le Conseil municipal de Paris décide de concéder gratuitement et à perpétuité des terrains dans le cimetière du Père-Lachaise, pour les 15 victimes militaires (gardes nationaux, gardes municipaux et soldats) ayant participé à la répression de l'insurrection du 13 et 14 avril,. Leurs noms sont également rajoutés sur un monument aux morts situé à proximité.

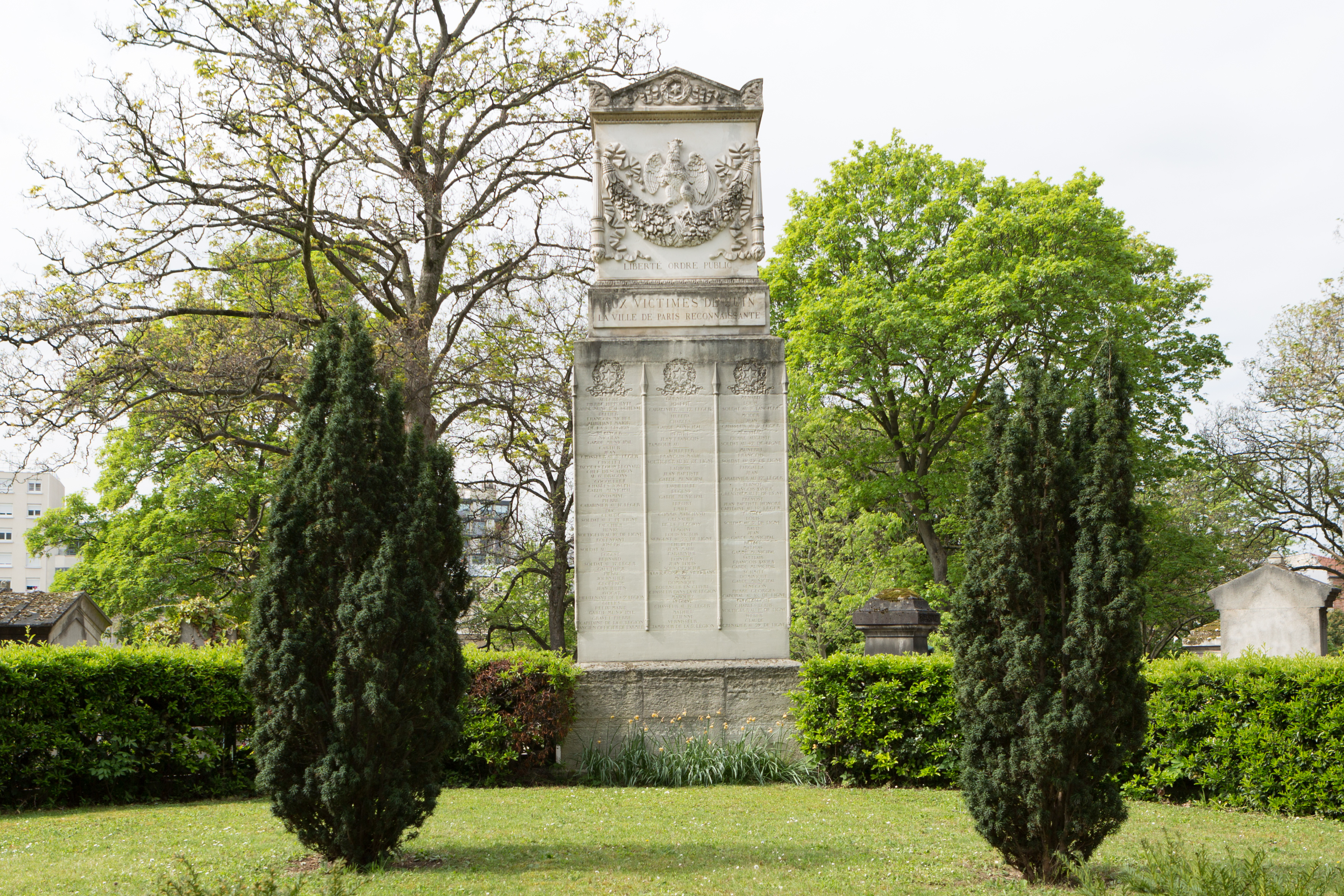
Monument rendant hommage aux militaires morts en réprimant les insurrections parisiennes de juin 1832 et d'avril 1834.